# Facebookistan
Facebookistan er en dansk dokumentarfilm fra 2015 instrueret af Jakob Gottschau.

## Handling
Facebooks medlemmer deler frivilligt personlige oplysninger med firmaet og har ved at underskrive Facebooks terms of service (brugervilkår) tilladt firmaet at bruge deres oplysninger, som de vil. Men folk ved faktisk meget lidt om Facebook - hvordan firmaet styrer verdens største offentlige debatrum; hvordan og hvorfor det censurerer sider; hvordan det markedsfører brugernes personlige data, og hvordan og hvorfor de gemmer data, selv efter brugerne har valgt at slette dem.
Filmen undersøger paradokset gemt i dette sociale medie, som fremmer åbenhed og gennemsigtighed - og som tilskynder alle til at dele, men som afslører meget lidt om sig selv til de 1,4 milliarder mennesker, der bruger Facebook. Dette skaber mistillid. Næsten 3 ud af 4 mennesker synes, det er vanskeligt at have tillid til virksomheder, der bruger personlige data. Gennemsigtighed og ansvarlighed er vigtige parametre, når det kommer til den offentlige tillid. Filmen undersøger, hvordan Facebook agerer inden for disse parametre, og viser mennesker, der har krydset de usynlige linjer, Facebook kontrollerer. Dette er en rejse, hvor filmen besøger dem, der er outlawed (udviste, "bandlyste") af Facebook.